# Rodrigo Hardy Araújo
Rodrigo Hardy Araújo (Campinas, 7 de junho de 1984), mais conhecido apenas como Rodrigo, é um jogador de futsal brasileiro, que atua como fixo. Atualmente defende a equipe do Magnus Futsal, da cidade de Sorocaba e ocasionalmente a Seleção Brasileira de Futsal.

## Carreira
Rodrigo chamou atenção logo no início da carreira, ainda quando atuava pela Carlos Barbosa no sul do país, pela sua determinação em marcar e pelo número de gols que marcava mesmo atuando como fixo. Além disso, o jogador é muito conhecido pela força de seus chutes, o que lhe deu o apelido de Torpedo Humano.
Após quatro temporadas no sul do país defendendo a camisa da Laranja Mecânica do futsal, como é conhecida a equipe de Carlos Barbosa, Rodrigo recebeu um convite do craque Falcão para jogar ao seu lado no interior de São Paulo, com a camisa do Magnus Futsal, da cidade de Sorocaba. Rodrigo tem contrato com a equipe da Manchester Paulista até o fim de 2020.
Rodrigo defendeu a Seleção Brasileira de Futsal na Copa do Mundo de Futsal de 2012 e 2016.

## Títulos

### Seleção Brasileira de Futsal
- Copa do Mundo de Futsal da FIFA - 2012
- 5 Grand Prix (2011, 2013, 2014, 2015 e 2018)
- 1 Copa América (2011)
- 1 Eliminatórias Copa do Mundo (2016)
- 1 Circuito Sul-Americano (2012)

### Carlos Barbosa Futsal
- Liga Nacional de Futsal - 2009

### Magnus Futsal
- Copa Intercontinental de Futsal - 2019
- Copa Internacional - 2020[2]
- Liga Nacional de Futsal - 2020 [3]